# 文運堂
株式会社文運堂（ぶんうんどう）は、東京都に本社をもつ日本の企業である。中越パルプ工業の子会社で、同社より紙の供給を受け、紙の加工、学習帳をはじめとした紙製品の製造・販売を行っている。

## 概要
1909年に個人商店として神田駿河台に設立され、1920年に株式会社に改組し、現在の社名となった。富山県砺波市に工場を持つ。
主な製品として、「セレクト」というブランドを冠した小・中学生向けの、学習帳・ノートがある。独特の製品のひとつに、A5版で漢字の学習などに使用する白文帳がある。学習帳・ノート以外では、らくがき帳、レポート用紙、ルーズリーフ、画用紙、PPC用紙などの製品のほか、上質紙など紙そのものの販売も行っている。